# Яков Маталон
Яков бен Соломон Маталон е еврейски духовник, равин, от Османската империя, живял през XVI век.

## Биография
Яков Маталон е равин в Солун. Племенник е на Мордекай Маталон. Според Де Роси (Dizionario, i. 135) името Маталон е еврейският вариант на „един от Тулон“, но Цунц (вижте Steinschneider, Cat. Bodl. col. 1241) го извежда от името на италианския град Маталони. Маталон умира млад, но е автор на няколко книги, две от които са публикувани в Солун в 1597 година – „Шерит Якоб“, служби, и „Толедот Якоб“, коментарии върху различни хагадот и Талмуда и Мидрашим.